# Jeremy Strong (diễn viên)
Jeremy Strong (sinh ngày 25 tháng 12 năm 1978) là một nam diễn viên Mỹ. Anh được biết đến với vai diễn chính trong loạt phim HBO Succession (2018 – nay), mà anh đã giành được Giải thưởng Primetime Emmy cho vai chính xuất sắc Diễn viên trong phim truyền hình dài tập vào năm 2020. Strong cũng tham gia diễn xuất trong nhiều phim khác, như Lincoln (2012), Zero Dark Thirty (2012), Selma (2014), The Big Short (2015), Molly's Game (2017), và The Gentlemen (2019).

## Đời tư
Strong kết hôn với Emma Wall, một bác sĩ tâm thần người Đan Mạch, vào năm 2016. Họ có hai con gái: Ingrid (sinh tháng 4 năm 2018 tại Copenhagen) và Clara (sinh tháng 11 năm 2019 tại New York). Strong và gia đình của anh sinh sống ở Copenhagen.